# Oncocnemis figurata
Oncocnemis figurata là một loài bướm đêm trong họ Noctuidae.